# Municipio de Thomson (Misuri)
El municipio de Thomson (en inglés: Thomson Township) es un municipio ubicado en el condado de Scotland en el estado estadounidense de Misuri. En el año 2010 tenía una población de 345 habitantes y una densidad poblacional de 3,07 personas por km².

## Geografía
El municipio de Thomson se encuentra ubicado en las coordenadas 40°27′35″N 92°0′30″O / 40.45972, -92.00833. Según la Oficina del Censo de los Estados Unidos, el municipio tiene una superficie total de 112.34 km², de la cual 111,71 km² corresponden a tierra firme y (0,56 %) 0,63 km² es agua.

## Demografía
Según el censo de 2010, había 345 personas residiendo en el municipio de Thomson. La densidad de población era de 3,07 hab./km². De los 345 habitantes, el municipio de Thomson estaba compuesto por el 99,71 % blancos, el 0,29 % eran de otras razas. Del total de la población el 0,29 % eran hispanos o latinos de cualquier raza.